# Корона (ворона)
Корона (дав.-гр. Κορώνη, трансліт. Короні, латиніз. ворона, вимовляється [korɔ̌ːnɛː]) — у грецькій і римській міфології молода жінка, яка привернула увагу Посейдона, бога моря, і була врятована Афіною, богинею мудрості. Вона була принцесою і донькою Коронея. Її коротка розповідь описана в поемі «Метаморфози» римського поета Овідія. Ворона оточена ще кількома міфами про її зв'язок з Афіною.

## Міфологія

### Посейдон
За Овідієм, одного дня, коли Корона гуляла берегом моря, морський бог Посейдон побачив її і спробував спокусити. Коли його зусилля провалилися, він натомість спробував її зґвалтувати. Однак Корона втекла від його насильницьких домагань, волаючи до людей і богів. І хоча ніхто не почув її, «богиня-дівиця пожаліла незайману діву»; Афіна Паллада перетворила її на ворону.
Через невизначений час вона розповіла про свої біди в розмові з вороном Ліцієм, який мав подібні скарги. Вона також розповіла про своє обурення тим, що її місце птаха-слуги Афіни було узурповане і зайняте совою, перетворенням Ніктімени, тому що це перетворення було каральним.
Сам Овідій не згадує її по імені і просто називає її cornix, або латинською «ворона». Натомість її власне ім'я засвідчено анонімним грецьким парадоксографом.

### Інші розповіді про Афіну та воронів
Відносини між Афіною і вороном не завжди дружні. За одним міфом, після того, як Гефест спробував напасти на Афіну, і з його сперми, яка впала на землю, народилося немовля Еріхтоній, Афіна поклала дитину в ящик і віддала його дочкам Кекропа, наказавши їм не відкривати ящик до її повернення. Діви не послухалися її, і ворона полетіла до Афіни зі звісткою. Афіна, розгнівана поганими новинами, які принесла їй ворона, прокляла її ніколи більше не пролетіти над Афінським Акрополем. Оповідь про Посейдона, схоже, виникла як розвиток цієї версії, оскільки інакше вона не має вихідної точки в історичному культі Афіни та ворона.
В одній з байок Езопа ворон запрошує собаку на бенкет і приносить жертву Афіні. Пес зауважує, що це марно, оскільки Афіна її не любить. Тоді ворона відповідає, що хоч і не подобається Афіні, все одно принесе їй жертву, намагаючись помиритися з богинею.
Фрагмент з елліністичного поета Каллімаха натякає на існування історії, яка не збереглася, де ворона застерігає сову (Ніктімену?) від оповідання, нарікаючи, що гнів Афіни є жахливою річчю.
Мандрівник Павсаній писав, що в Короні, невеликому містечку в Мессенії на південному заході Пелопоннесу, статуя Афіни замість звичної сови тримала у витягнутій руці ворону.

## Пізніша література
Джон Гавер використав цю історію у своїй Confessio Amantis, особливо наголошуючи на її захваті від її втечі:
З пір'ям вугільно-чорним,
Вилетіла з рук, як стріла з лука,
Вона злетіла в подобі ворона:
І це для неї було більшою насолодою -
Білий скарб дівочий зберегти
Під чорним плащем з пір'я -
Ніж, перламутровою шкірою, втратити і не мати
Що вже ніколи не повернути.